# Altitude
Altitude è il primo album studio del gruppo rock italiano Laundrette, pubblicato nel 1997 con l'etichetta Vurt Recordz di Roma.

## Tracce
1. Be my chair – 3:56
2. Air conditioned sound – 3:09
3. I'm so sorry – 2:56
4. Amber's dice – 3:30
5. You favourite axis – 3:48
6. The bug – 2:19
7. Rainy happy hours – 2:23
8. The luscious Ann and the universal love – 3:08
9. U.F.O. – 4:10
10. I'm so tired (Lennon McCartney) – 1:46